# Antodice exilis
Antodice exilis là một loài bọ cánh cứng trong họ Cerambycidae.